# Taitalen
De Tai-talen zijn onderdeel van een subgroep van de Kra-Dai-taalfamilie. De Tai familie bevat de meest gesproken talen van de Tai-Kadai-taalfamilie, waaronder Thai, de nationale taal van Thailand, Laotiaans, de nationale taal van Laos, Myanmars Shan en Zhuang, een taal in zuidelijk China.

## Tai-talen
- Centrale Tai-talen (6)
  - Zhuang (China)

Verspreiding van Taitalen:
Noordelijke Taitalen / Noordelijk Zhuang
Centrale Taitalen / Zuidelijk Zhuang
Zuidwestelijke Taitalen / Thai

  - E (China)
  - Man Cao Lan (Vietnam)
  - Nung (Vietnam)
  - Tày (Vietnam)
  - Ts'ün-Lao (Vietnam)
- Noordwestelijke Tai-talen (1)
  - Turung (India)
- Noordelijke Tai-talen (4)
  - Noordelijk Zhuang (China)
  - Nhang (Vietnam)
  - Bouyei (Buyi) (China)
  - Tai Mène (Laos)
- Zuidwestelijke Tai-talen (29)
  - Pu Ko (Laos)
  - Tai Long (Laos)
  - Oost-Centrale Tai-talen (21)
    - Chiang Saeng (8)
      - Tai Dam (Vietnam)
      - Noordelijk Thai (Lanna, Thai Yuan) (Thailand, Laos)
      - Phuan (Thailand, Laos (Xhieng Khuang))
      - Song (Thailand)
      - Thai (Thailand)
      - Tai Dón (Vietnam)
      - Tai Daeng (Vietnam)
      - Tay Tac (Vietnam)

    - Lao-Phutai talen (4)
      - Laotiaans (Laos)
      - Nyaw (Thailand)
      - Phu Thai (Thailand)
      - Isaan (Noordoostelijk Thai) (Thailand, Laos)

    - Noordwestelijke Tai-talen (9)                                                                                                          
      - Ahom (India - uitgestorven. Modern Assamees is Indo-Europees.)
      - Aiton (India)
      - Tai Lü (Lue, Tai Lue) (China, Vietnam, Thailand, Laos, Myanmar)
      - Khamti (India, Myanmar)
      - Khün (Myanmar)
      - Khamyang (India)
      - Phake (India)
      - Shan (Myanmar)
      - Tai Nüa (China, Vietnam, Thailand, Laos)

  - Zuidelijke Tai-talen (1)
    - Zuidelijk Thai  (Pak Thai) (Thailand)

  - Ongeclassificeerde Zuidwestelijke Tai-talen (5)
    - Tai Ya (China)
    - Tai Hang Tong (Vietnam)
    - Tai Hongjin (China)
    - Tai Man Thanh (Vietnam)
    - Yong (Thailand)
- Ongeclassificeerde Tai-talen (7)                                                                                                          
  - Kang (Laos)
  - Rien (Laos)
  - Tay Khang (Laos)
  - Tai Pao (Laos)
  - Tay Jo (Vietnam)
  - Kuan (Laos)
  - Yoy (Thailand)